# 501(c) 단체
501(c) 단체(501(c) organization)는 미국의 연방법 내에서 내부 소득 코드 섹션 501(c)에 속하는 비영리 단체이다. 일부 연방 소득세에서 면제되는 비영리 단체들 중 29개 이상 유형 가운데 하나이다. 섹션 503~505는 이러한 면제를 취득하는 요건을 설정해 놓고 있다. 많은 주에서는 주 세금 면제 조직에 대한 정의에 대해서도 501(c)항을 참조한다. 501(c) 단체는 개인, 기업, 노동조합으로부터 무제한 기부를 받을 수 있다.
예를 들어 비영리 조직의 주요 활동이 자선, 종교, 교육, 과학, 문학, 공공 안전 테스트, 아마추어 스포츠 경쟁 육성 또는 아동/동물 학대 예방인 경우 501(c)(3)항에 따라 세금이 면제될 수 있다.

## 유형
| 단체 유형  |
| ---------- |
| 501(c)(1)  |
| 501(c)(2)  |
| 501(c)(3)  |
| 501(c)(4)  |
| 501(c)(5)  |
| 501(c)(6)  |
| 501(c)(7)  |
| 501(c)(8)  |
| 501(c)(9)  |
| 501(c)(10) |
| 501(c)(11) |
| 501(c)(12) |
| 501(c)(13) |
| 501(c)(14) |
| 501(c)(15) |
| 501(c)(16) |
| 501(c)(17) |
| 501(c)(18) |
| 501(c)(19) |
| 501(c)(20) |
| 501(c)(21) |
| 501(c)(22) |
| 501(c)(23) |
| 501(c)(24) |
| 501(c)(25) |
| 501(c)(26) |
| 501(c)(27) |
| 501(c)(28) |
| 501(c)(29) |